# Preko
Preko je općina u Hrvatskoj, na otoku Ugljanu. 

## Zemljopis
Općina Preko, položajno zauzima oko dvije trećine sjeverozapadnog djela otoka Ugljana, nastanjene otoke Rivanj i Sestrunj, te nenastanjene otočiće Tri Sestrice, Mali i Veliki Paranak i otok Idula. Općina Preko pripada Zadarskoj županiji, a sastoji se od sljedećih naseljenih mjesta: Preko, Poljana, Sutomišćica, Mali Lukoran, Lukoran, Ugljan sa zaseocima: Čeprljanda, Batalaža, Sušica, Muline, Guduće, Ljoka, Šegići, Fortašćina, Strihine, Ivanac i Saraga; te naselja Rivanj na otoku Rivnju, Sestrunj na otoku Sestrunju i Ošljak na otoku Ošljaku.
Općina Preko je vrlo značajna zbog velikih mogućnosti razvoja prostora i svih oblika ljudskog djelovanja na njemu. Blizina Grada Zadra kao centra županijskog prostora i potencijalno jakog razvojnog središta donosi joj značajne prednosti u odnosu na druge općine i gradove Županije, a relativno mala izgrađenost prostora i očuvanost od neprimjerenih prostornih intervencija i zahvata, blizina mora i ljepota obale čine je naročito atraktivnom za stanovanje i stalno življenje. To se očituje u velikoj zainteresiranosti građana, ne samo žitelja općine Preko, za gradnjom obiteljskih kuća na njenom prostoru, koja je vrlo izražena u posljednje vrijeme. Malo je većih gradova na jadranskoj obali poput Zadra koji u svojoj neposrednoj blizini ima mogućnost izgradnje novih stambenih zona u blizini mora, u uščuvanom prirodnom krajoliku i relativno zdravom okruženju koje nudi prostor Općine Preko. Naselje Ugljan je najveće naselje unutar Općine Preko, a smješteno je na sjeveroistočnoj obali. Naselje nije kompaktno, jer ga duboka uvala Soline, oko koje je smješteno, razdvaja na dva dijela, a blizina državne ceste D110 koja prolazi skoro uz samu uvalu ne dopušta da se naselje uspješno spoji i poveže u jednu cjelinu.

## Stanovništvo
Prema popisu stanovništva iz 2011. općina Preko ima 3805 stanovnika, od čega u naselju Preko živi 1286 stanovnika.
| broj stanovnika | 3374  | 3856  | 4294  | 5025  | 5740  | 6407  | 7496  | 7065  | 7189  | 7030  | 6929  | 6510  | 4382  | 4613  | 3871  | 3805  | 3556  |
|                 | 1857. | 1869. | 1880. | 1890. | 1900. | 1910. | 1921. | 1931. | 1948. | 1953. | 1961. | 1971. | 1981. | 1991. | 2001. | 2011. | 2021. |

| broj stanovnika | 937   | 1109  | 1235  | 1531  | 1825  | 2038  | 2281  | 2462  | 2323  | 2274  | 2274  | 2087  | 1532  | 1759  | 1351  | 1286  | 1250  |
|                 | 1857. | 1869. | 1880. | 1890. | 1900. | 1910. | 1921. | 1931. | 1948. | 1953. | 1961. | 1971. | 1981. | 1991. | 2001. | 2011. | 2021. |

## Uprava
Načelnik Općine,   Jure Brižić    

## Gospodarstvo
- Priješke lavandijere (preške pralje) – u 19. i početkom 20. stoljeća mnoge su mještanke Preka zarađivale za život svojih obitelji pranjem rublja zadarskoj gospodi. O teškom životu preških pralja svjedoči i tragična smrt 16 lavandijera dana 2. studenog 1891. godine koje su stradale u prevrtanju broda kojim se u Zadar prevozilo čisto rublje spremno za isporuku njihovim vlasnicima.

## Poznate osobe
- Ivo Mašina, hrvatski povjesničar i politički zatvorenik
- Milivoj Kujundžić, hrvatski političar, pravnik i bivši udbaš
- Šime Olivari
- Davor Marcelić
- Alan Gregov
- Ivo Jerolimov Vukas
- Ivo Jerolimov
- Ivo Nižetić
- Vjekoslav Jerolimov
- Budimir Lončar
- Ante Sorić, hrv. kulturni radnik, dugogodišnji Mimarin tajnik[5]
- Melkior Mašina, hrv. pjesnik (1941.)[6]
- fra Josip Marcelić,  hrvatski rkt. svećenik, karizmatik, vjerski pisac, prevoditelj i filmski scenarist
- Josip Grgur Marčelić, hrv. rkt. svećenik, dubrovački biskup
- Ante Sorić, hrvatski galerist
- Dubravko Škurla (Skurla), hrv. pjesnik

rodbinske veze s Prekom imaju:
- Marko Popović
- Petar Popović
- Arijan Komazec
- Branimir Longin

## Spomenici i znamenitosti
- Tvrđava sv. Mihovila, 13. stoljeće
- otočić Galovac (Školjić), prekriven bujnom mediteranskom vegetacijom i samostanom franjevaca trećeredaca sv. Pavla Pustinjaka iz 15. stoljeća s crkvom sv. Pavla
- romanička crkvica sv. Ivana, 11. stoljeće
- Spomenik priješkim lavandijerama

## Obrazovanje
- Dokument koji govori o pokretanju škole u Preku jest odobrenje ordinarijata iz Zadra kojim se odobrava predviđeno mjesto za otvaranje nove “početne škole” u Preku s učiteljem Bernardom Dončević  (ravnateljem, župnikom Vidom Dunatov od 11. 05. 1842).  To je bila prva pučka škola na otoku Ugljanu i jedna od prvih u čitavom zadarskom kraju. Prva generacija škole u Preku imala je 31 učenika. U kasnijim izvješćima školskih nadzornika broj učenika je promjenljiv; 1870. školu je pohađalo svega 18 učenika, a 1898. samo u prvom razredu ima 52 učenika, u drugom 71 i u trećem 68. Uz mušku školu, od 1880. djeluje i ženska škola, pa dvije škole usporedno djeluju sve do 1894. godine, kada su se spojile u treće rednu mješovitu pučku učionicu (školu).

Između dva svjetska rata zapaženo je djelovanje pučke škole u Preku, koja talijanskom okupacijom Zadra dobiva nova ulogu. Poslije 1945. godine škola djeluje kao sedmoljetka,  pa osmoljetka osnovna škola i ima položaj centralne škole na otoku Ugljanu. Škola nosi ime Valentin Klarin po domoljubu iz Preka, kojeg su talijanski fašisti kamenovali na Križicama, kod mjesta Kali, 1942. godine.
Od 1982. godine nastava za djecu od mlađih uzrasta, od I-IV razreda održava u područnim školama u Kukljici, Kalima, Poljani, Sutomišćici, Lukoranu i Ugljanu, a nastava za djecu starijeg uzrasta u Preku.
NOVA školska zgrada otvorena je školske godine 2003./2004. Škola je suvremeno opremljena, lijepog izgleda izvana i iznutra, ugodna za rad. 

## Kultura
Hrvatska pjesnička večer Večeri na Brižićevin dvorima.

## Promet
- Trajektna luka Preko u koju pristaju trajekti na liniji Zadar – Preko najprometnija je luka po broju putnika na hrvatskim otocima s prevezenih više od 1.6 milijuna putnika i 260 000 vozila godišnje. Iz trajektne luke Preko vodi cesta koja povezuje dva kraja otoka Ugljana i Pašmana.

## Šport
- KK Otok Ugljan (do 2005. KK Preko)
- NK Sveti Mihovil Preko
- Plivački maraton Preko – Zadar koji se tradicionalno  održava od 1973.

## Vanjske poveznice
- Službene stranice turističke zajednice općine Preko
- Službene stranice općine Preko  Arhivirana inačica izvorne stranice od 16. veljače 2015. (Wayback Machine)
- Portal za turiste i posjetitelje